# غراسيلا ليمون
غراسيلا ليمون (بالإنجليزية: Graciela Limón)‏ (2 أغسطس 1938)؛ روائية أمريكية.

## الجوائز
- الجوائز الأميركية للكتاب